# Sigismund I av Polen
Sigismund I (polska: Zygmunt I Stary, Sigismund I den gamle), född 1 januari 1467, död 1 april 1548, var kung av Polen och storfurste av Litauen från år 1506.

## Biografi
Han var son till Kasimir IV av Polen och  Elżbieta Rakuszanka och gifte sig först med Barbara av Zapolya och sedan med Bona Sforza av Milano, dotter till Gian Galeazzo Sforza och Isabella av Aragonien.

## Familj
Barn med Barbara av Zapolya
1. Hedwig av Polen, född 1513

Barn med Bona Sforza av Milano:
1. Isabella Jagiełło, född 18 januari 1519, död 1559, drottning av Ungern, gift med Johan I av Ungern och mor till Johan II av Ungern
2. Sigismund II August av Polen född 1520, död 1572, kung av Polen
3. Sofia Jagellonica, född 1522, död 1575, hertiginna av Braunschweig-Lüneburg, gift med Henrik V av Braunschweig-Lüneburg
4. Anna av Polen, född 1523, död 1596, drottning av Polen, gift med Stefan Batory
5. Katarina Jagellonica, född 1526, död 1583, drottning av Sverige, gift med Johan III, kung av Sverige